# آوید مجتبایی
|  |

آوید مجتبایی (به انگلیسی: Avid Modjtabai) متولد ۱۹۶۲ یک ایرانی آمریکایی و نایب‌رئیس ارشد بخش فناوری اطلاعات شرکت ولز فارگو است.
او دانش آموخته دانشگاه استنفورد در رشته مهندسی برق و دارای مدرک کارشناسی ارشد مدیریت از دانشگاه کلمبیا است.

## سمت بانکداری
مجتبایی که ۱۴ سال برای شرکت ولز فارگو در سمت بانکدار کار کرده‌است، هم اینک یکی از مهمترین بانکدارهای آمریکا بر اساس نشریه San Francisco Business Times معرفی گردیده‌است.
او همچنین در حیطه بانکداری یکی از «۲۵ مهمترین زنان مهم آینده آمریکا» توسط نشریه US Banker نامیده شده.
مجتبایی همچنین در سال ۲۰۰۴ توسط نشریه Bank Technology News یکی از ۱۰ برترین نوآوران در صنعت بانکداری مجازی اعلام گردید.

## در سیاست
آوید عضو حزب دموکرات ایالات متحده آمریکا است. او از حامیان مالی هیلاری کلینتون بوده‌است.

## زمینه ایرانی
به گفته وی داستان مصور پرسپولیس نوشته مرجان ساتراپی بسیار از نظر هویتی برای ایشان حائز اهمیت بوده‌است.
او هم اینک عضو هیئت مدیریت اتحادیه روابط عمومی آمریکایی‌های ایرانی‌تبار نیز می‌باشد.